# Benjamin et Benjamine
Benjamin et Benjamine is een Franstalige stripreeks, in 1955 bedacht door Christian Godard voor het Belgische jeugdblad Benjamin. Van 1957 tot 1959 werd de strip gemaakt door de scenarist René Goscinny en tekenaar Albert Uderzo, omdat Godart zijn militaire dienstplicht moest vervullen. Benjamin et Benjamine gaat over een jongen en een meisje die allerlei avonturen beleven en daarvoor over de wereld reizen.

## Verhalen
Enkele verhalen waren
- La Statuette d'ivoire (Christian Godard, 1955)
- Les Pilules tragiques (Christian Godard, 1956)
- Les Naufragés de l'air (René Goscinny en Albert Uderzo, 1957)
- Pigeon vole (René Goscinny en Albert Uderzo, 1957)
- Le Grand Boudtchou (René Goscinny en Albert Uderzo, 1958)
- Benjamin et Benjamine chez les Cow-boys (René Goscinny en Albert Uderzo, 1958-1959)

In 2017 verscheen in het Frans een integrale editie van de verhalen van Goscinny en Uderzo.